# Symphyopappus decussatus
Symphyopappus decussatus là một loài thực vật có hoa trong họ Cúc. Loài này được Turcz. miêu tả khoa học đầu tiên năm 1848.